# نادي البيرق للسيدات
نادي البيرق لكرة القدم المعروف سابقًا باسم سما، هو نادي سعودي محترف في كرة القدم النسائية مقره في الرياض ويشارك في الدوري السعودي الممتاز للسيدات.
لعب الفريق في أول نسخة من الدوري السعودي الممتاز للسيدات لكنه تعرض للهبوط.

## التاريخ

### هانول: (2015–2021)
تأسس النادي في عام 2015 كفريق مجتمعي تحت اسم هانول، وشارك في دوري الدرجة الأولى للسيدات في الدوري السعودي بالرياض في عام 2018، محققًا المركز الثالث. عاد الفريق للمشاركة في نسخة 2019–20 واعتلى صدارة الدوري قبل أن يتم إلغاؤه بسبب كوفيد-19. في عام 2020، انضم الفريق إلى دوري كرة القدم المجتمعي للسيدات الجديد، متصدرًا المجموعة ب بالرياض إلى جانب فرق مثل اليمامة. وتأهل إلى مرحلة الـ"نظام الإقصاء"، إلا أنه خسر بصعوبة 1-0 أمام فريق تشالنج إف سي.

### سما: (2021–2023)
أعيد تسمية الفريق إلى "فريق سما لكرة القدم للسيدات" في عام 2021، وشارك في أول بطولة وطنية للمسابقات الرياضية السعودية للسيدات، محققًا المركز الثالث في مجموعة المنطقة الوسطى. على الرغم من البداية الواعدة، تعرض الفريق لانتكاسة في مرحلة الإقصاء، حيث خسر 3–1 أمام جدة إيجلز. بعد تأسيس الدوري السعودي الممتاز للسيدات، تأهل الفريق للمشاركة في الدوري بعد بلوغه مرحلة الـ"نظام الإقصاء" لعام 2022. إلا أن مشاركتهم في الدوري الممتاز كانت مليئة بالتحديات، حيث كانت البداية بخسارة صادمة 18–0 أمام نادي النصر في الرياض. وواصل سما خسارة جميع مبارياته، إذ تلقى 174 هدفًا، بمعدل 12.36 هدفًا في المباراة، مما أدى إلى هبوط الفريق إلى الدرجة الأولى.

### البيرق: (2023–الحاضر)
بعد هبوط الفريق إلى دوري الدرجة الأولى للسيدات، تغير اسم الفريق مرة أخرى في 2023 ليصبح "نادي البيرق لكرة القدم". وشارك الفريق في كأس السعودية للسيدات 2023–24، حيث خرج مبكرًا بعد خسارته 1–17 أمام النادي الأهلي في ربع النهائي.

## اللاعبات

### التشكيلة الحالية
حتى 18 نوفمبر 2023
ملاحظة: تشير الأعلام إلى المنتخب الوطني على النحو المحدد في قواعد الأهلية للفيفا. قد يحمل اللاعبون أكثر من جنسية واحدة غير تابعة للفيفا.
| الرقم | البلد    | المركز | اللاعب        |
| ----- | -------- | ------ | ------------- |
|       | المغرب   |        | بوشرة تطلاولو |
|       | السعودية | مدافع  | منجية عوجي    |
|       | الجزائر  | مهاجم  | بسمة بن لخلف  |
|       | الجزائر  | مهاجم  | كنزة حجر      |
|       |          |        | صالحه         |
|       |          |        | فاي           |
|       |          |        | سارة          |
|       |          |        | رغد           |
| 5     | سوريا    |        | ميّسر العباسي  |
|       |          |        | رناد          |

| الرقم | البلد    | المركز | اللاعب   |
| ----- | -------- | ------ | -------- |
|       | السعودية |        | وفاء     |
|       | مصر      |        | أمل حسين |
|       |          |        | رقية     |
|       |          |        | نجلى     |
|       |          |        | نورة     |
|       | السعودية |        | حصة      |
|       |          |        | سديم     |
|       |          |        | أسماء    |
|       |          |        | جود      |
|       |          |        | أميرة    |

## وصلات خارجية
- Albayraq_club على تويتر.